# Valea Lungă Română, Timiș
Valea Lungă Română (sau Valea Lungă) este un sat în comuna Coșteiu din județul Timiș, Banat, România.

## Localizare
Satul se situează în zona de est a județului Timiș, la circa 8 km nord-est de municipiul Lugoj.

## Istorie

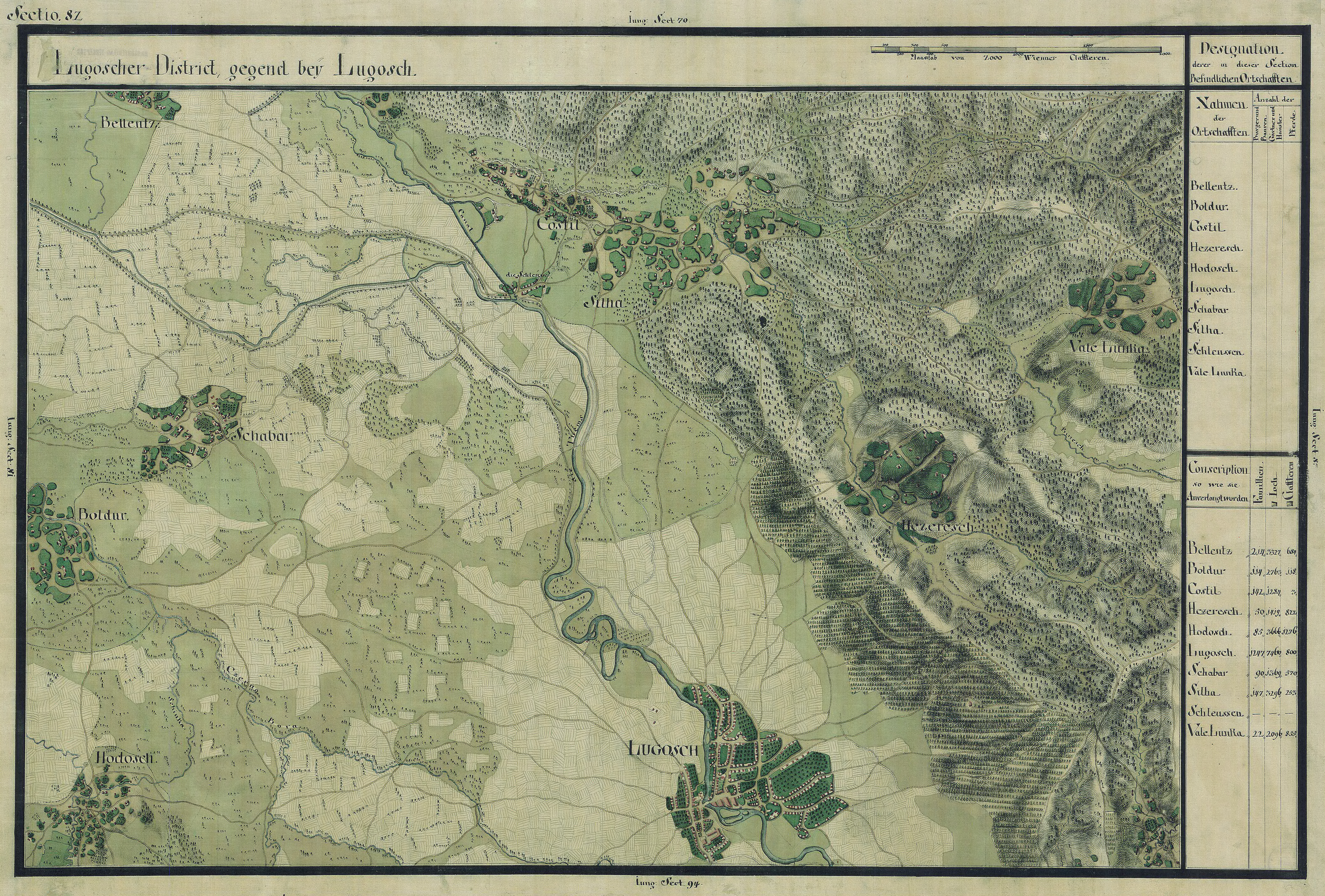
Valea Lungă Română în Harta Iosefină a Banatului, 1769-72

Este un vechi sat românesc, menționat pentru prima dată în documente în anul 1510. Atunci aparținea de districtul Caransebeș. Conscrierile dietei de la 1650 o amintesc ca proprietate fiscală. Un defter turcesc din același an vorbește despre localitatea Valealunga, toponim care relevă caracterul românesc. La conscripția din 1717 este amintit ca sat locuit, cu numele de Valle Longa, cu 4 case. Biserica veche a fost ridicată în 1794. S-a numit Valea Lungă după 1921 iar începând cu anul 1964 satul poartă numele Valea Lungă Română.

## Populația
La recensământul din 2002, populația satului era de 166 locuitori, dintre care 160 români.

### Structura confesională
Recensămintele religioase din 1869 și din 1880 arată că în secolul XVIII, majoritatea credincioșilor trecuseră de la ritul ortodox la cel greco-catolic. În schimb, în 1890 toată populația apare ca fiind ortodoxă. Din 1900 până în 1930, apare din nou majoritar greco-catolică. După această dată, greco-catolicii trec înapoi la ortodoxism. La recensămintele din 1992 și din 2002, majoritatea locuitorilor s-a declarat creștin ortodoxă (145 din 166).